# Marcos Antônio Tavoni
Marcos Antônio Tavoni (* 21. April 1967 in São Carlos, Bundesstaat São Paulo) ist ein brasilianischer Geistlicher und römisch-katholischer Bischof von Bom Jesus do Gurguéia.

Wappen von Marcos Antônio Tavoni.

## Leben
Marcos Antônio Tavoni empfing am 30. November 1996 durch den Erzbischof von Brasília, José Kardinal Freire Falcão, das Sakrament der Priesterweihe.
Am 15. Januar 2014 ernannte ihn Papst Franziskus zum Bischof von Bom Jesus do Gurguéia. Der Erzbischof von Brasília, Sérgio da Rocha, spendete ihm am 1. März desselben Jahres die Bischofsweihe; Mitkonsekratoren waren der Erzbischof von Belém do Pará, Alberto Taveira Corrêa, und der Erzbischof von Palmas, Pedro Brito Guimarães. Die Amtseinführung fand am 28. März 2014 statt.